# Смехът на Парос
„Смехът на Парос“ („Paross“ i Dzidzagh) е хумористичен седмичен вестник на арменски език в Пловдив.
Вестникът е притурка на вестник „Парос“. Издадени са 50 броя на вестника в периода 6 февруари 1938 – 1939 г. Отговорен редактор е Дикран Мардиросян. Отпечатва се в печатница „Парос“.

## Източник
1. 1 2  Иванчев, Димитър. Български периодичен печат, 1844 – 1944: анотиран библиографски указател. Т. 3.   София, Наука и изкуство, 1969. с. 12.